# 푼신펙

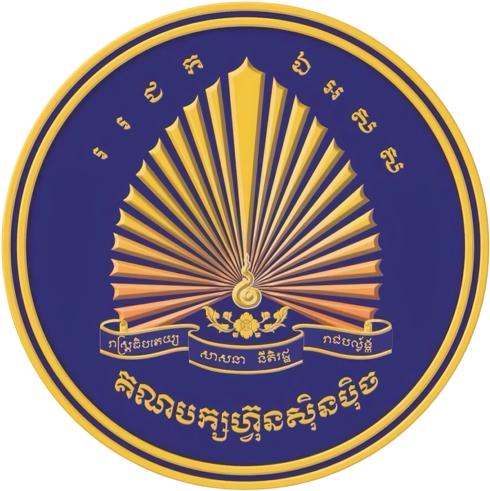

푼신펙(FUNCINPEC)으로 흔히 불리는 독립, 중립, 평화 및 협동 캄보디아 국민연합전선(National United Front for an Independent, Neutral, Peaceful and Cooperative Cambodia)은 캄보디아의 왕당파 정당이다. 1981년 노로돔 서이하누(Norodom Sihanouk)가 창설한 이 단체는 캄푸치아 인민공화국(PRK) 정부에 반대하는 저항운동으로 시작되었다. 1982년에는 민주캄푸치아연합정부(CGDK), 크메르인민민족해방전선(KPNLF), 크메르루주와 저항 협정을 맺었다. 1992년에 정당이 되었다.

## 명칭
FUNCINPEC은 "Front uni national pour un Cambodge indépendant, neutre, pacifique, et coopératif"의 앞글자를 딴 것으로, "독립, 중립, 평화 및 협동 캄보디아 국민연합전선"으로 번역된다. 흔히 단어의 형태로 사용되는 이 약어로 알려져 있다.